# Gelung (Paron)
Gelung is een bestuurslaag in het regentschap Ngawi van de provincie Oost-Java, Indonesië. Gelung telt 8237 inwoners (volkstelling 2010).